# Burgstall Hainfeld
Der Burgstall Hainfeld ist eine abgegangene Höhenburg (vermutlich eine Turmburg) auf einem Hügel bei der Gemeinde Hainfeld im Bezirk Lilienfeld in Niederösterreich.

## Geschichte
Wann genau die Burg entstand, ist heute nicht mehr bekannt. Jedoch steht fest, dass die Veste Hainfeld eines der ersten, oder gar das erste Bollwerk im Gölsental zu dessen Rodung und Urbanisierung war. Die Veste Hainfeld war Sitz der Herren von Hainfeld, ein den steirischen Otakaren höriges, adeliges Ministerialgeschlecht. Die beiden letzten Angehörigen der Herren von Hainfeld, Richard der Ältere von Hainfeld und sein Sohn Richard der Jüngere von Hainfeld, sind uns dank einer Urkunde aus dem späten 12. Jahrhundert (ca. 1170–1172) bekannt, in der sie im Falle der Kinderlosigkeit Richards des Jüngeren ihre gesamten Güter dem Stift Vorau vermachen.
Die Veste Hainfeld existierte zum Zeitpunkt dieser Urkunde an Stift Vorau bereits nicht mehr, da ca. um 1120 der Traungauer Markgraf Ottokar II. von Steier die Veste Hainfeld aufgehoben und an ihrer Stelle eine romanische Wehrkirche des hl. Andreas gegründet hatte. Der Bergfried der ehemaligen Burg wurde Teil des neuen Gotteshauses. 
1161 übergab Ottokar III. die beiden markgräflichen Kirchen zu Hainfeld und St. Veit (beide von Ottokar II. gegründet) an Stift Göttweig.